# SDSS J125651.30+271103.5
SDSS J125651.30+271103.5 ist eine Galaxie im Sternbild Coma Berenices am Nordsternhimmel. Sie ist mehr als 3 Milliarden Lichtjahre von der Milchstraße entfernt. Die Galaxie gilt als Mitglied des Coma-Galaxienhaufens Abell 1656, ist dafür jedoch viel zu weit entfernt.
Im selben Himmelsareal befinden sich u. a. die Galaxien NGC 4819, NGC 4821, NGC 4827, IC 3913.